# Герой-одиночка (фильм, 1996)
«Герой-одиночка» (англ. Last Man Standing, буквально — «Последний устоявший на ногах») — американский боевик 1996 года режиссёра Уолтера Хилла. Фильм является одним из ремейков фильма Акиры Куросавы «Телохранитель» (1961).

## Сюжет
Америка, 1920-е годы, времена «сухого закона». Бродяга и наёмник Джон Смит по пути к мексиканской границе оказывается в маленьком техасском городке, где обосновались две банды бутлегеров — ирландца Дойла и итальянца Строцци, ведущие между собой бесконечные кровавые разборки.
Примыкая по очереди то к одной, то к другой банде, разряжая свои пистолеты то в одних гангстеров, то в других, Смит на самом деле преследует свои собственные цели.

## В ролях
- Брюс Уиллис — стрелок Джон Смит
- Брюс Дерн — шериф Эд Галт
- Уильям Сэндерсон — трактирщик Джо Мандей
- Кристофер Уокен — бандит Дойла Хикки
- Дэвид Патрик Келли — босс ирландской мафии Дойл
- Карина Ломбард — любовница Дойла Фелина
- Нед Эйзенберг — босс итальянской мафии Фредо Строцци
- Александра Пауэрс — любовница Строцци Люси Колински
- Майкл Империоли — чикагский мафиози Джорджо Кармонте
- Кен Дженкинс — капитан Том Пикет
- Р.Д. Колл — бандит Джек МакКул
- Лесли Манн — проститутка Ванда
- Тед Маркленд — помощник шерифа Боб
- Патрик Килпатрик — Финн